# Битва на Курукшетре
Би́тва на Курукше́тре (санскр. कुरुक्षेत्र युद्ध) — легендарная битва между Кауравами и Пандавами, одно из центральных событий, описанных в древнеиндийском эпосе «Махабхарате». Согласно «Махабхарате», к войне привела династическая борьба за трон Хастинапуры между двумя кланами двоюродных братьев — Кауравами и Пандавами. В битве, проходившей на священном поле Курукшетре, приняли участие многие древние государства, примкнувшие к враждующим кланам.

## Роль битвы
Описывается, что битва продолжалась 18 дней, в течение которых многочисленные армии сражались в междуречье двух рек. Повествование о битве занимает более одной четверти «Махабхараты», что указывает на её важную роль в эпосе. В «Махабхарате» описываются отдельные поединки различных героев с обеих сторон и их смерть на поле боя, войска обеих армий, дипломатические встречи, дискуссии между полководцами и другими героями каждый день перед началом боевых действий, а также используемое оружие. Книги (называемые «парва») с шестой по десятую считаются учёными наиболее древними по сравнению с остальными частями «Махабхараты». Батальные книги сказания названы по именам командующих армией Кауравов: VI книга эпоса Бхишмапарва, VII Дронапарва, VIII Карнапарва, IX Шальяпарва, — кроме X книги — «Книги о нападении на спящих» и XI «Книги о жёнах», посвящённой оплакиванию павших героев. Находящаяся в начале VI книги знаменитая проповедь «Бхагавад-гита», базовый текст индуистской философии, в котором описывается беседа между Арджуной и Кришной, по мнению большинства учёных, является более поздним добавлением к «Махабхарате», но в дошедших редакциях сказания органично входят в повествование: величайший воин Пандавов Арджуна отказывается сражаться, видя в рядах противника своего любимого деда Бхишму и почтенных наставников, но Кришна объясняет герою его дхарму, причины событий и важность следования дхарме, и даёт этическое обоснование сражения с родичами.
По верованиям индуистов, Битва на Курукшетре (как и всё описанное в «Махабхарате») была реальным историческим событием. Среди учёных не существует единого мнения об историчности битвы, но большинство исследователей полагают, что основу сказания составляют исторические события, происходившие между 1400 и 1000 годами до н. э. (соответствующие археологической датировке периода «серой керамики»). Некоторые исследователи проводят параллели между Битвой на Курукшетре и Битвой десяти царей, описанной в «Ригведе». Конфессиональные индуистские авторы и исследователи являются сторонниками более ранней датировки Битвы на Курукшетре. Основываясь на анализе астрономической и литературной информации из «Махабхараты», они предлагают различные даты — вплоть до 6-го тысячелетия до н. э.

## Предыстория

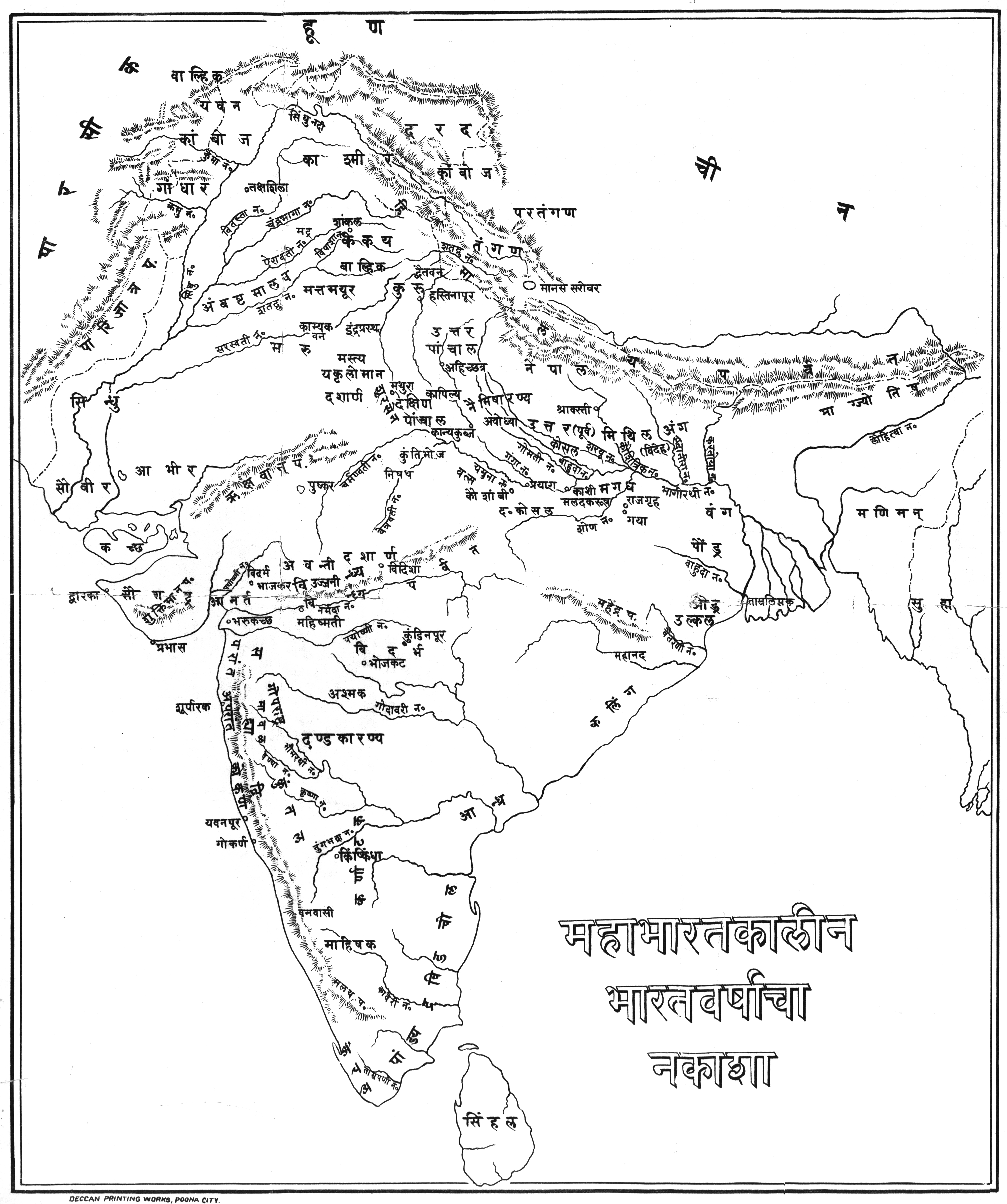
Индия во времена «Махабхараты».

В «Махабхарате» повествуется о жизни нескольких поколений правящей династии Куру. Центральной сюжетной линией эпоса является описание великой битвы между братьями-потомками этой династии, и обстоятельств, которые привели к ней. Местом действия, на котором развернулась битва, стала Курукшетра («поле Куру»), из-за чего битва получила название «Битвы на Курукшетре». Описывается, что с древних времён Курукшетра была местом паломничества, которое также называли «Дхарма-кшетра» — «поле дхармы» или «поле праведности». «Махабхарата» рассказывает, что это место было выбрано для проведения битвы потому, что любые грехи, совершённые на этой земле, не засчитывались.
Вражда между Кауравами и Пандавами существовала с детства, но обострилась после того, как доблестные Пандавы завершили покорение мира, и после обряда раджасуя царь Пандавов Юдхиштхира был вызван в Хастинапур на ритуальную игру в кости. В этой игре, устроенной завистливым принцем Дурьодханой и потворствовавшим ему его отцом — старым царём Дхритараштрой, шурин царя игрок Шакуни обманом обыграл Юдхиштхиру, и Пандавы по условиям игры отправились в 13-летнее изгнание. Проигравшие Пандавы, отправляясь в изгнание, поклялись отомстить, но не за проигрыш (игра в кости была ритуальным поединком, в котором проявилась воля богов), а за оскорбления, нанесенные Кауравами их общей жене Драупади в зале собрания после игры. Спор перерос в крупномасштабную войну, когда Дурьодхана, старший из Кауравов, ведомый завистью, отказался вернуть Пандавам их трон после того, как те вернулись из изгнания. Постоянные призывы Драупади отомстить её главным обидчикам — старшему Каураве Дурьодхане и его побратиму Карне, который был неузнанным старшим братом Пандавов, подчёркивают стандартный эпический мотив вражды или войны из-за оскорбления или похищения красавицы (война Рамы с Раваной из-за Ситы в «Рамаяне», Энея с Турном из-за Лавинии в «Энеиде», Троянская война из-за Елены в «Илиаде»).
До начала войны Пандавы, по настоянию их старшего брата праведного царя Юдхиштхиры, пытались решить конфликт мирным путём. Переговорам посольств, направленных царём Кауравов Дхритараштрой в Упаплавью, и царём Пандавов Юдхиштхирой в Хастинапуру, посвящена V книга сказания Удьйогапарва («Книга о старании»). Баларама, старший брат Кришны, не одобрял войны даже за правое дело; осудив Кришну, который встал на сторону Пандавов, Баларама в негодовании удалился в изгнание на 42 дня и вернулся только по окончании битвы. По совету Кришны и во время переговоров Пандавы продолжали готовиться к войне. Но большинство царей, прежде покорённых Кауравами, ненавидели их и с радостью перешли на сторону Пандавов. Самыми надёжными союзниками оказались породнившиеся с Пандавами царь панчалов Друпада (их тесть) со своими сыновьями, один из которых возглавил войско Пандавов, и царь матсьев Вирата (тесть сына Арджуны Абхиманью). После неудачных попыток найти мирное решение война оказалась неизбежной.

## Миротворческая миссия Кришны
С последней надеждой мирного урегулирования Кришна отправился в Хастинапур, для того чтобы уговорить Кауравов сесть с ним за стол переговоров. В Хастинапуре Кришна остановился у придворного министра Видуры, брата и советника царя Дхритараштры; праведный и мудрый Видура всегда защищал Пандавов. Злокозненный Дурьодхана по секрету от старого царя Дхритараштры задумал схватить Кришну и напасть на Пандавов. Когда Кришна явился с предложением мира во дворец к царю, Дурьодхана отверг его предложение и приказал своим солдатам арестовать Кришну. Кришна рассмеялся и открыл им свою Божественную форму, потрясши царя, Дурьодхану и всех присутствовавших в зале собрания. Разгневанный оскорблением, Кришна проклял Дурьодхану, сказав, что его гибель и истребление всего рода отныне предрешены. Это стало шоком для Дхритараштры, который пытался успокоить Кришну. Несмотря на уговоры старейшин Кауравов, советников и мудрецов, Дурьодхана и его самый доблестный вассал и побратим Карна отвергли предложенный Пандавами мир, а слабовольный старый царь не стал противиться своему нечестивому сыну. Кришна вернулся в Упаплавью в лагерь Пандавов сообщить им, что остаётся только один путь защитить справедливость — война.

## Приготовления к войне

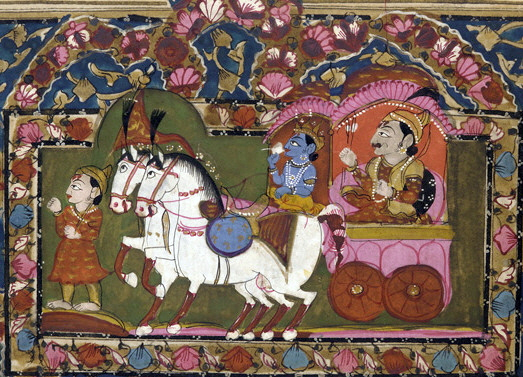
Кришна и Арджуна на колеснице, XVIII—XIX вв.

Кришна, великий воин, располагал одной из самых больших армий. Дурьодхана и Арджуна отправились к Кришне в Двараку, чтобы просить его помощи. Дурьодхана прибыл первым и увидел Кришну спящим. Будучи самонадеянным и считающим себя равным Кришне, он сел у изголовья постели Кришны и стал ждать его пробуждения. Арджуна пришёл позже, и будучи смиренным, сел у ног Кришны. Когда Кришна проснулся, первым он увидел Арджуну и дал ему право первым спросить. Кришна сказал Арджуне и Дурьодхане, что одному он даст свою великую армию, а к другому присоединится сам, безоружный. Дурьодхана беспокоился, что Арджуна выберет великую армию Кришны, но Арджуна выбрал безоружного Кришну. Обрадованный Дурьодхана подумал, что Арджуна был величайшим дураком. Позже Арджуна попросил Кришну стать его возничим. Кришна, будучи близким другом Арджуны, с радостью согласился и с тех пор получил имя Партхасаратхи, что значит «возничий сына Притхи».